# Hermenegildo Galeana 2.ª Sección
Hermenegildo Galeana 2.ª Sección es una ranchería del municipio de Jalpa de Méndez ubicado en la subregión centro del estado mexicano de Tabasco.

## Geografía
La localidad de Hermenegildo Galeana 2.ª Sección se sitúa en las coordenadas geográficas 18°10′12″N 93°08′08″O / 18.170000, -93.135556, a una elevación de 3 metros sobre el nivel del mar.

## Demografía
Según el Conteo de Población y Vivienda 2020, efectuado por el Instituto Nacional de Estadística y Geografía, la localidad de Hermenegildo Galeana 2.ª Sección tiene 1,928 habitantes, de los cuales 947 son del sexo masculino y 981 del sexo femenino. Su tasa de fecundidad es de 2.45 hijos por mujer y tiene 506 viviendas particulares habitadas.
| Gráfica de evolución demográfica de Hermenegildo Galeana 2.ª Sección entre 1970 y 2020 |
|                                                                                        |
| INEGI.                                                                                 |